# Saint-Élix-le-Château
Saint-Élix-le-Château (okzitanisch Sent Helitz deu Castèth) ist eine französische Gemeinde mit 927 Einwohnern (Stand 1. Januar 2022) im Département Haute-Garonne und der Region Okzitanien (vor 2016 Midi-Pyrénées). Sie gehört zum Arrondissement Muret und zum  Kanton Cazères. Die Bewohner werden Saint-Élixois genannt.

## Geographie
Saint-Élix-le-Château liegt etwa 46 Kilometer südsüdwestlich von Toulouse. ier Louge bildet die nordwestliche Gemeindegrenze. Umgeben wird Saint-Élix-le-Château von den Nachbargemeinden Marignac-Lasclares im Nordwesten und Norden, Lafitte-Vigordane im Norden und Nordosten, Salles-sur-Garonne im Osten, Saint-Julien-sur-Garonne im Südosten und Süden, Lavelanet-de-Comminges im Süden und Südwesten sowie Le Fousseret im Westen.
Durch die Gemeinde führt die Autoroute A64. 

## Bevölkerungsentwicklung
| Jahr                       | 1962 | 1968 | 1975 | 1982 | 1990 | 1999 | 2006 | 2013 | 2020 |
| Einwohner                  | 534  | 499  | 508  | 524  | 559  | 542  | 658  | 783  | 921  |
| Quellen: Cassini und INSEE |      |      |      |      |      |      |      |      |      |

## Sehenswürdigkeiten
- Kirche Saint-Germain aus dem 19. Jahrhundert
- Schloss Saint-Élix aus dem 16. Jahrhundert, Monument historique seit 1927 (Park seit 1994)
- Steinpyramide aus dem 17. Jahrhundert als Grenzmarke zwischen Guyenne und Gascogne, seit 1973 Monument historique

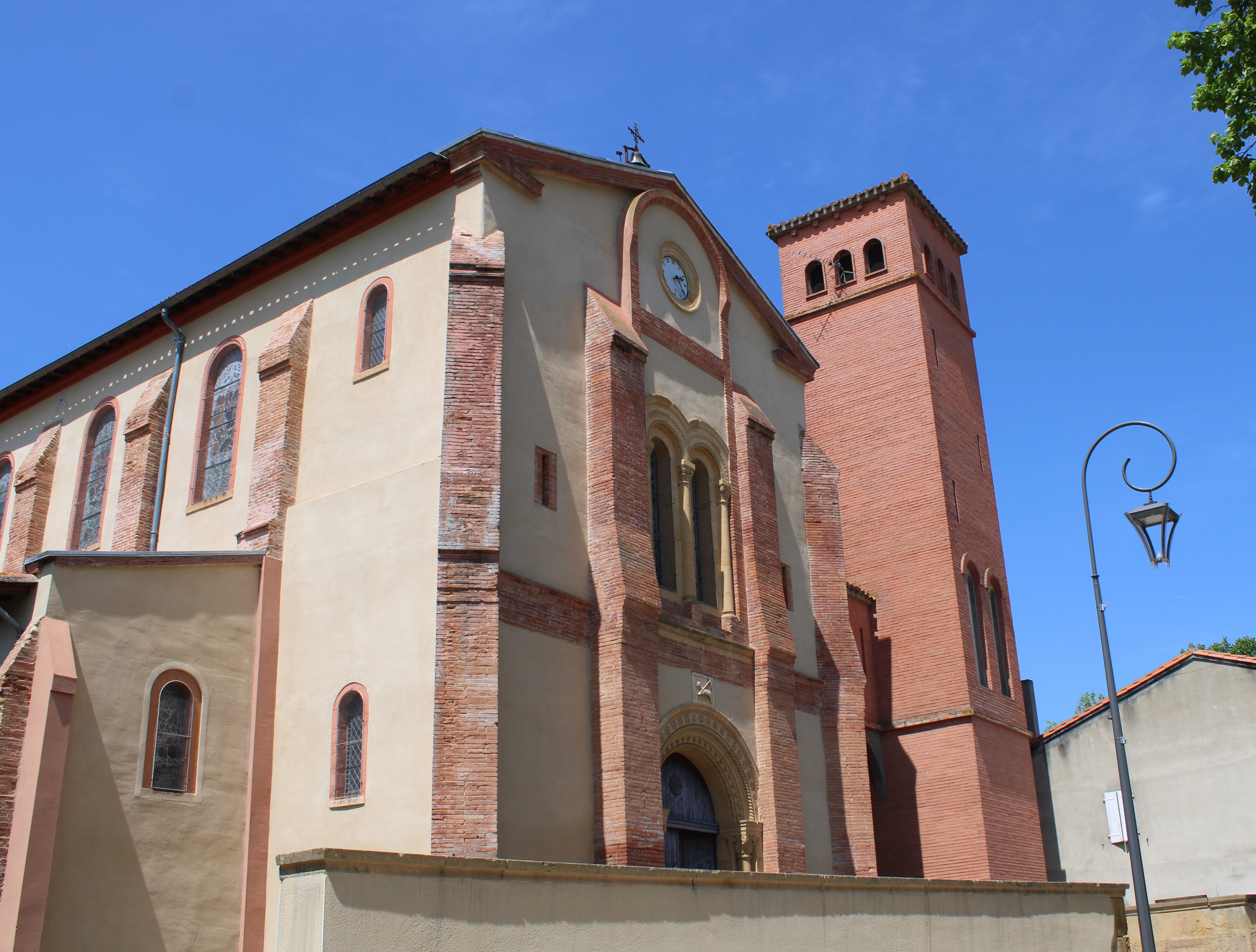
Kirche Sainte-Germaine
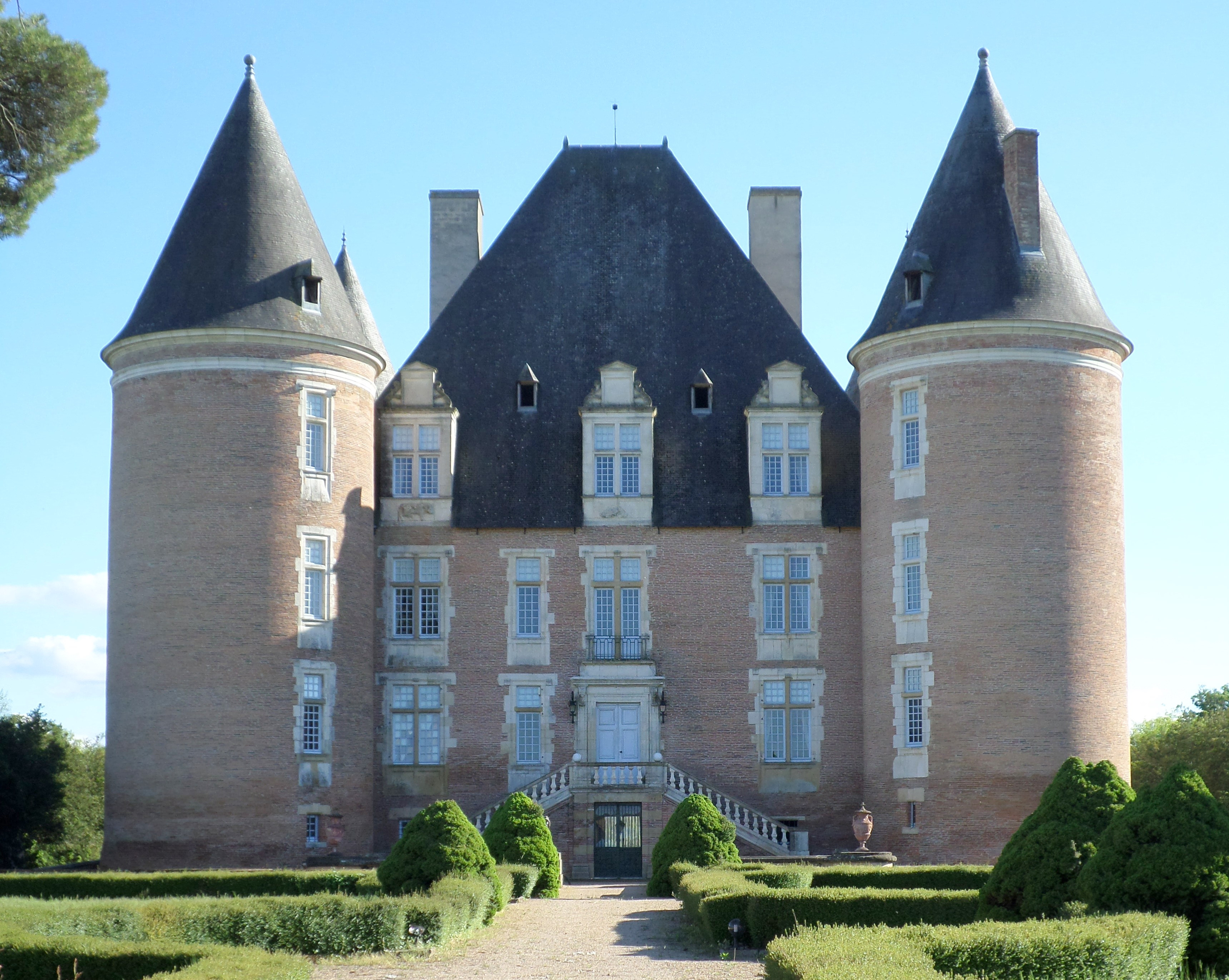
Schloss Saint-Élix
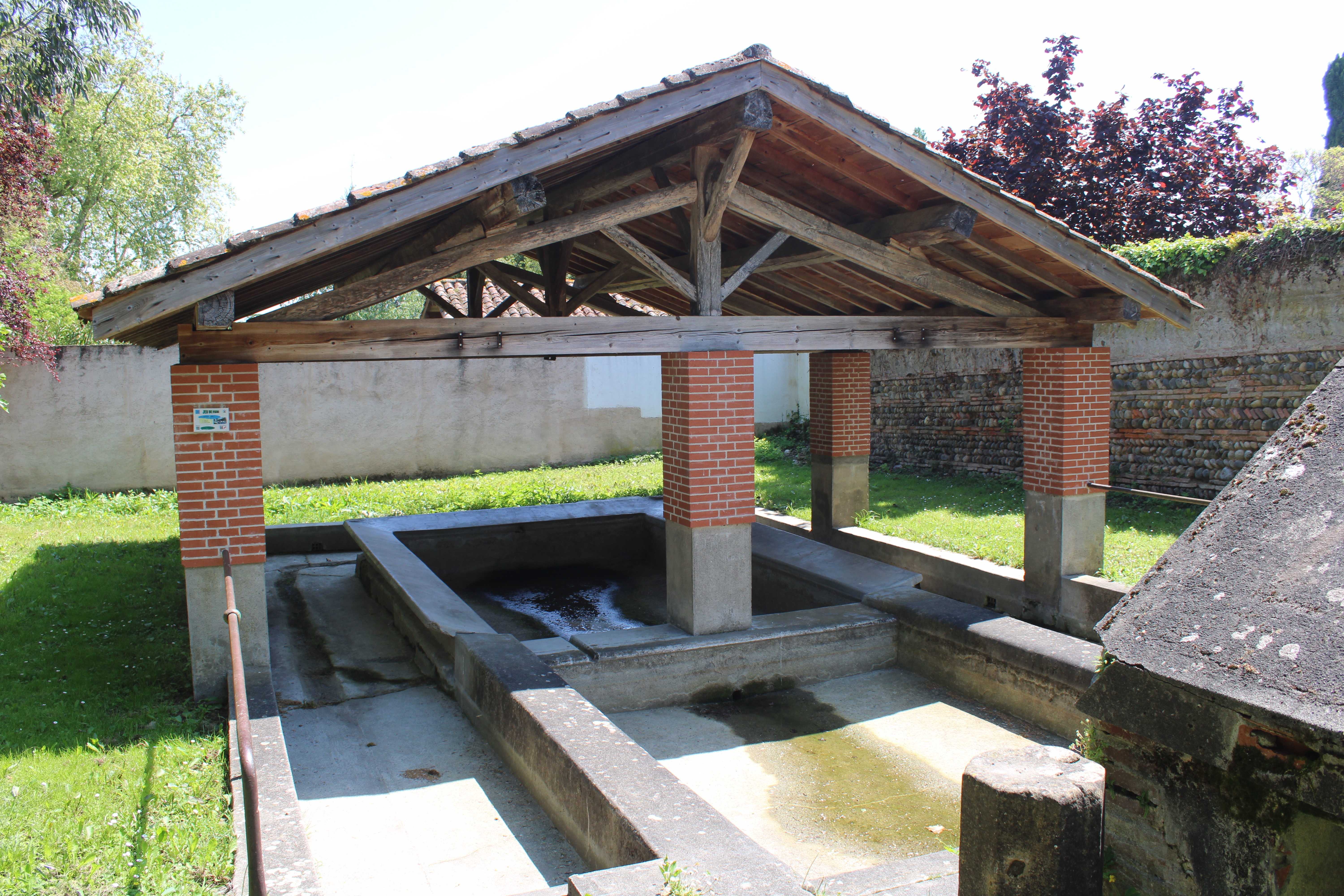
Lavoir
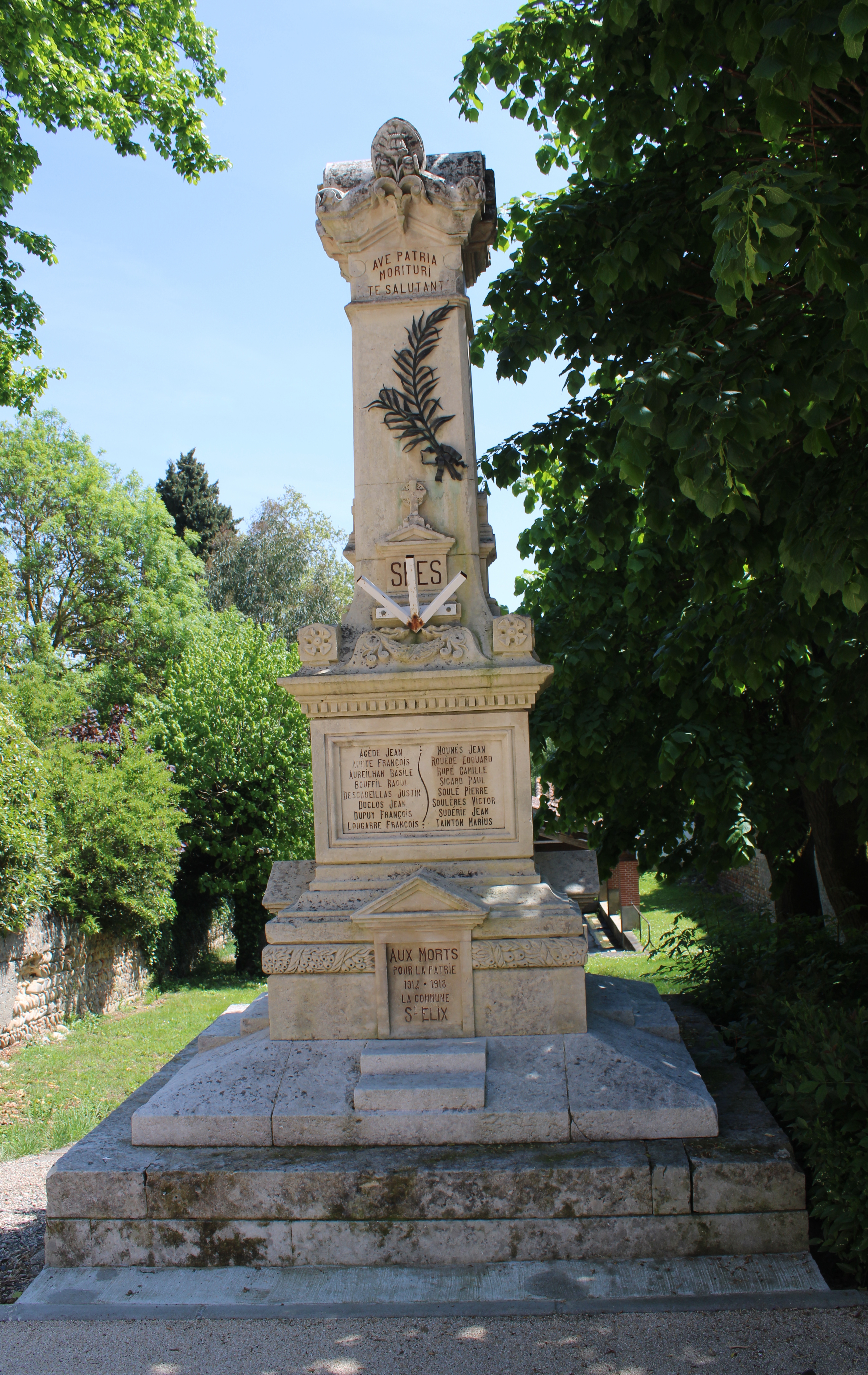
Gefallenendenkmal

## Persönlichkeiten
- Louis-Henri de Pardaillan de Gondrin (1640–1691), Marquis von Montespan